# Клуцохор
„Клуцохор“ е един от най-старите квартали на град Сливен с население от около 10 000 души.
Възниква като отделно селище, но няма точна информация откъде идва самото наименование. Редица автори изказват хипотези (Раковски, Иречек, Табаков, Славов) за произхода, като най-популярни са за: „ключ на входа“, оттам Ключовход, до крайното Клуцохор; буквален гръцки превод на турското Кадъкьой (на турски: Kadiköy), значещо Съдийско село – Критохор (на гръцки: Kριτής Χoρών); тълкуване по съзвучие от Критохор – „крия хора“; от гръцкото „клитос хорос“ – „много църкви“.
За пръв път се споменава под Кадъкьой във връзка с вакъфа на султан Мурад II през първата половина на XV век.
През 1853 година Никола Икономов – Жеравненеца съобщава за село Критохор, където вероятно получава от местни жители финансова помощ за издаване на своята книга „Земледелие“.
Към 1900 година се състои от четири махали: Попска (първа и най-голяма), Хадживълкова, Драгойчова и Овчарска (Чобанмахалеси).
По време на османското владичество, в квартала има функциониращи църква (Евангелието е било написано и проповядвано на български) и училище (първоначално килийно, постепенно отваря врати и светско такова, както и полугимназия, където учители са Иван Селимински, Сава Доброплодни и Добри Чинтулов), а населението остава изцяло българско. Нещо повече, в периода 1830 – 1878 турчин много рядко се е решавал да мине през Клуцохор, а в случай че „замръкне“ е бил убиван. За най-големи бабаити сред турците се считали тези, които се наемали да преминат.
От северна страна тече река, която официално се казва Асеновска, но сред местното население е известна като Коруча. Намира се в близост до центъра на града. В квартала се намират къщата музей на Хаджи Димитър, която е сред Стоте национални туристически обекта, 2 ДКЦ, 2 ОУ „Христо Ботев“, църквата „Свети Николай Чудотворец“, спортна зала „Асеновец“ и целодневни детски градини. Строителството включва както панелни жилищни блокове, които са построени предимно в по-равнинната част на квартала, така и множество къщи, които са разположени в по-високите части и в подножието на Хамам баир. Има строителство и на съвременни модерни жилищни кооперации. Родом от Клуцохор са още Злати войвода, Таньо войвода, Кръстьо Асенов, Индже войвода (по предание), Иван Селимински, както и българският революционер Георги Икономов, а улицата, на която се намира къщата му, днес носи неговото име.